# فرناساری
فرناساری (انگلیسی: Fornasari) شرکت خودروسازی ایتالیایی است، که در سال ۱۹۹۹ تأسیس شد.